# 沈宸荃
沈宸荃（1615年—1652年），字友荪，号彤庵，南明首辅大臣，浙江宁波慈溪观海卫镇师桥昭十三房人。清乾隆時，追谥忠节。

## 生平
沈宸荃九岁，应童子试，成为廪生。崇祯十二年（1639年）舉己卯科浙江鄉試六十五名。崇祯十三年（1640年）聯捷第三甲进士，授行人，历官福建。崇祯十五年（1642年），同考顺天乡试。不久李自成攻入北京，北京淪陷，崇祯皇帝自盡。
明安宗立於南京，擢宸荃西道监察御史。在苏松兵备佥事任上，南京沦陷，安宗被俘，苏松所属各镇先后失守。
沈宸荃同江上佥事冯元，迎鲁王朱以海监国于绍兴。擢右佥都御史督师，进兵部左侍郎兼副都御史。
南明永曆元年（清順治四年，1647年），宸荃克复福州所属各县，欲挥师攻福州，遭郑彩阻。永曆二年（清順治五年，1648年），进南明东阁大学士兼兵部尚书，加太子太保。永曆三年（清順治六年，1649年），清军克閩，宸荃迁师舟山。永曆五年（清順治八年，1651年），清军集大兵分三路攻舟山，沈宸荃兵败。永曆六年（清順治九年，1652年）正月初二，宸荃去福建途中，遭颱风海难身亡。

## 身后
谥节愍。
康熙时清廷修《明史》，有朝臣建议沈宸荃、张煌言不能以叛逆论，得康熙帝的认可，遂将沈宸荃列传于明史。
乾隆四十一年（1776年），乾隆帝下江南，聽聞前朝沈宸荃英雄事迹，亲临沈师桥寻访旧迹；乾隆帝遂追谥沈宸荃忠节。